# Arondismentul 5 din Paris
Arondismentul 5 (în franceză 5e arrondissement) este unul dintre cele douăzeci de arondismente din Paris. Este situat în centrul orașului, pe malul stâng al fluviului Sena. Acoperă cea mai mare parte din Cartierul latin. Este delimitat la nord de Sena și de arondismentul 4, la vest de arondismentul 6 și la sud de arondismentele 13 și 14.

## Demografie
| An                      | Populație | Densitate (loc. pe km²) |
| ----------------------- | --------- | ----------------------- |
| 1861                    | 107.754   |                         |
| 1866                    | 104.083   |                         |
| 1872                    | 96.689    | 38.067                  |
| 1911 (vârf de populare) | 121.378   | 47.768                  |
| 1936                    | 107.120   | 42.173                  |
| 1954                    | 106.443   | 41.907                  |
| 1962                    | 96.031    | 37.793                  |
| 1968                    | 83.721    | 32.948                  |
| 1975                    | 67.668    | 26.630                  |
| 1982                    | 62.173    | 24.468                  |
| 1990                    | 61.222    | 24.094                  |
| 1999                    | 58.849    | 23.160                  |
| 2006                    | 61.475    | 24.203                  |

## Administrație

### Primăria
| Alegere | Nume                | Partid | Mențiuni                                                                   |
| ------- | ------------------- | ------ | -------------------------------------------------------------------------- |
| 1983    | Jean Tiberi         | RPR    | Ales în 1983, 1989 și 1995.                                                |
| 1995    | Jean-Charles Bardon | RPR    | Ales înlocuitor al lui Jean Tiberi, acesta fiind ales primar al Parisului. |
| 2001    | Jean Tiberi         | UMP    | Ales în 2001 și 2008.                                                      |
| 2014    | Florence Berthout   | UMP    | Aleasă în 2014.                                                            |

## Locuri

### Instituții publice
- Biblioteca Sainte-Geneviève

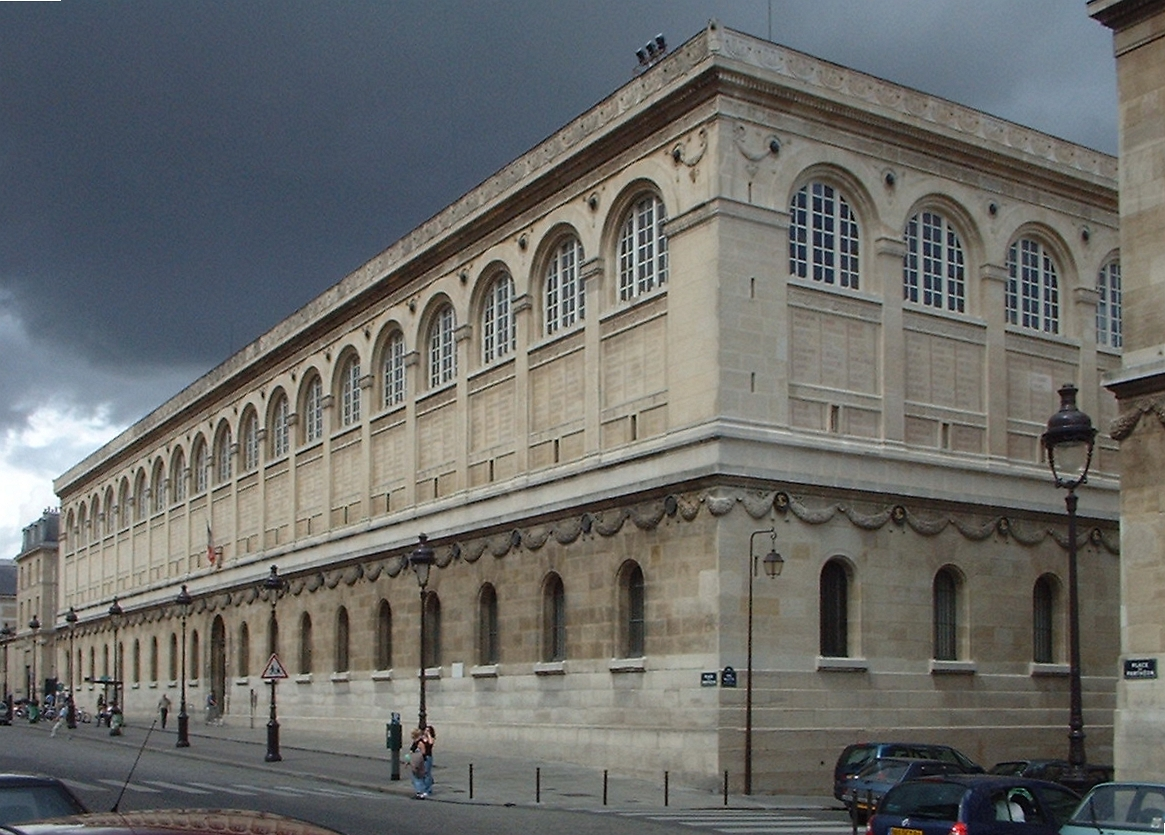
Biblioteca Sainte-Geneviève

- campusul universitar Jussieu (Sorbonne Université și Universitatea Paris Cité)
- Collège des Bernardins
- Collège de France
- École normale supérieure
- École polytechnique (clădiri istorice)
- École nationale supérieure des arts décoratifs
- École nationale supérieure de chimie de Paris (ENSCP)
- École supérieure de physique et de chimie industrielles de la ville de Paris (ESPCI ParisTech)
- unul dintre domeniile AgroParisTech, fostul Institutul național agronomic din Paris-Grignon
- Institut Curie
- Institut de géographie
- Institut national des jeunes sourds
- Lycée Henri-IV
- Lycée Louis-le-Grand
- Lycée Lavoisier
- Ministerul Cercetării
- Muzeul național de istorie naturală
- Schola Cantorum
- Universitatea Paris 1 Panthéon-Sorbonne
- Universitatea Paris 2 Panthéon-Assas
- Universitatea Paris 3 Sorbonne Nouvelle
- Sorbonne Université
- Universitatea Paris Cité

### Principalele monumente
- Monumente religioase
  - Église des Saints-Archanges (biserica Sfinții Arhangheli Mihail, Gavriil și Rafail), catedrala mitropolitană din Paris;
  - Église Saint-Étienne-du-Mont;
  - Église Saint-Séverin;
  - Église Saint-Jacques-du-Haut-Pas;
  - Église Saint-Médard;
  - Église Saint-Julien-le-Pauvre;
  - Église Saint-Nicolas-du-Chardonnet;
  - Marea Moschee din Paris;
  - Église évangélique Saint-Marcel.

- Monumente civile
  - Arenele din Luteția;
  - Val-de-Grâce;
  - Palatul al abaților de la Cluny;
  - Palatul Miramion;
  - Lycée Louis-le-Grand;
  - Lycée Henri-IV (vestigii ale abației Sf. Genoveva);
  - Panthéon;
  - Sorbonne;
  - Termele din Luteția;

- Parcuri și grădini
  - Jardin des plantes de Paris;

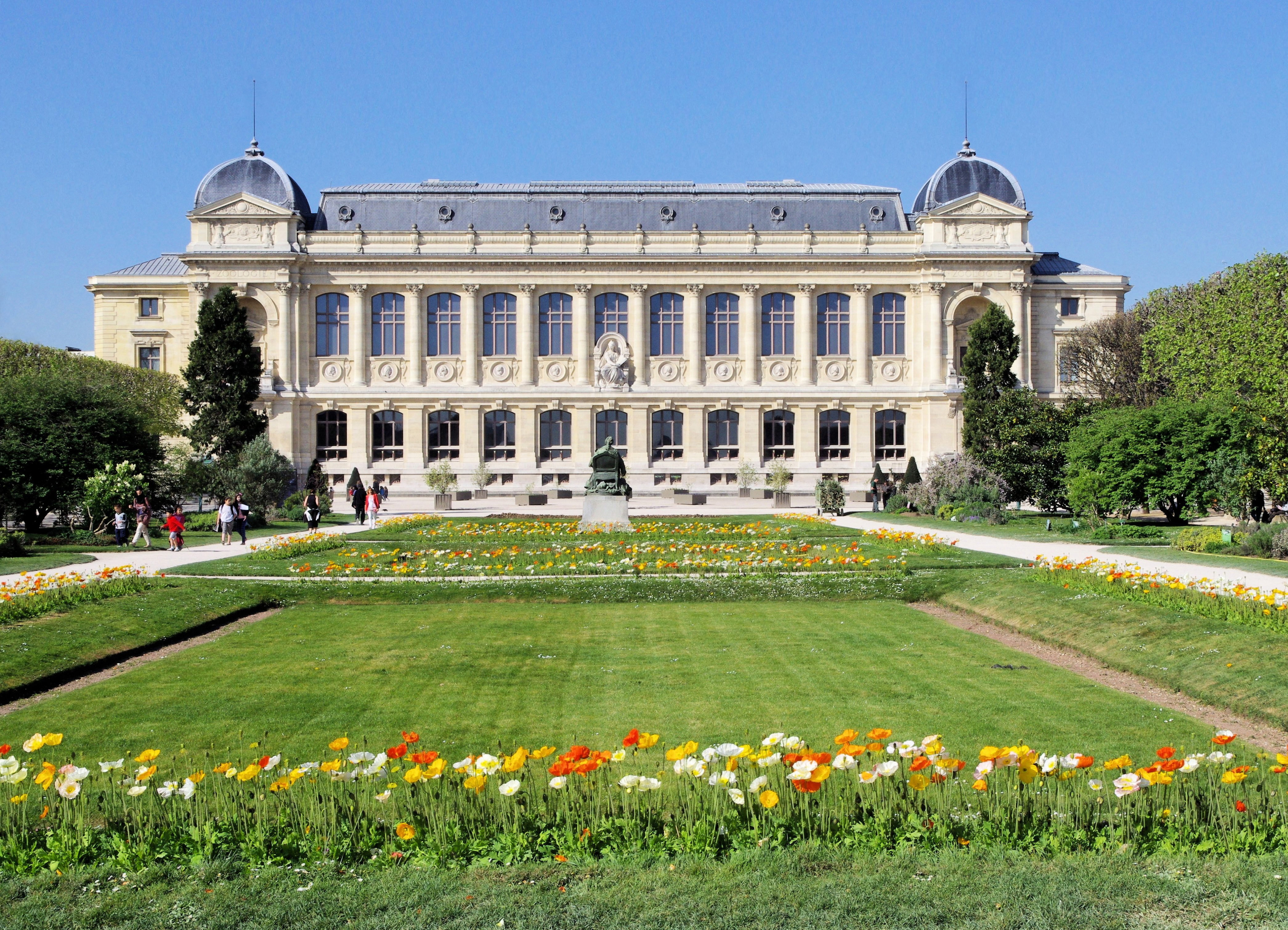
Jardin des Plantes

  - Arenele din Luteția și square Capitan;
  - Jardin Tino-Rossi;
  - Square Théodore-Monod;
  - Jardin Carré;
  - Square Paul-Langevin;
  - Square René-Viviani - Montebello.

## Legături externe
- Site-ul oficial